# Liste der Bodendenkmale in Ehrenburg (Niedersachsen)
In der Liste der Bodendenkmale in Ehrenburg sind die Bodendenkmale der niedersächsischen Gemeinde Ehrenburg (Niedersachsen) aufgeführt. Die Quelle ist der Denkmalatlas Niedersachsen.
- Bitte beachten Sie, dass diese Liste keinen Anspruch auf Vollständigkeit erhebt.
- Die Angaben ersetzen nicht die rechtsverbindliche Auskunft der zuständigen Denkmalschutzbehörde.
- Es sind nur Daten aus dem Denkmalatlas verarbeitet.
- Der Stand der Liste ist der 31. Mai 2025.

Ehrenburg im Landkreis Diepholz

## Allgemein
In den Spalten finden sich folgende Informationen des Bodendenkmales:
| Lage         | geographische Koordinaten                                                           |
| Bezeichnung  | Bezeichnung lt. Denkmalatlas                                                        |
| Beschreibung | Beschreibung lt. Denkmalatlas                                                       |
| ID           | Objekt-ID                                                                           |
| Bild         | Bild, ggf. zusätzlich mit Link zu weiteren Fotos im Medienarchiv Wikimedia Commons. |

## Schmalförden
| Lage                       | Bezeichnung               | Beschreibung | ID       | Bild           |
| -------------------------- | ------------------------- | --- | -------- | -------------- |
| 52° 45′ 6″ N, 8° 41′ 14″ O | Schmalförden 4, Motte     | Der aus Sand aufgeschüttete Hügel hat einen Basisdurchmesser von 21 m bei einer Höhe von 3,8 m. Die flache Kuppe misst 4 × 4 m. Der Ringgraben hat eine maximale Breite von 6 – 8 m bei einer Tiefe von 0,9 m. Durch den Graben führen fünf asymmetrisch angeordnete niedrige Erdbrücken, von denen aus in den Hang eingetiefte Wege senkrecht zur Kuppe hinaufführen und die durchgehend ihre Entstehung dem Befahren durch Mountainbikes zu verdanken haben, das den Hügel aber stark geprägt hat. Die unmittelbare Umgebung ist durch Gruben, Straßen- und Wegebau sowie Grenzwälle stark überprägt. | 35609651 | BW             |
| 52° 45′ 3″ N, 8° 41′ 59″ O | Schmalförden 5, Ehrenburg | Besteht aus der nördlich gelegenen Hauptburg und der südlich anschließenden Vorburg, die im Westen und Norden noch von Moor umgeben sind. | 35609668 | Weitere Bilder |

## Wesenstedt
| Lage                        | Bezeichnung              | Beschreibung | ID       | Bild |
| --------------------------- | ------------------------ | --- | -------- | ---- |
| 52° 43′ 41″ N, 8° 44′ 15″ O | Wesenstedt 4, Grabhügel  | Durchmesser ca. 20 m und Höhe ca. 0,8 m. Zu vier Fünfteln durch Wegebau zerstört. Entlang der Abbruchkante verläuft ein Stück weit ein Grenzwall von Nord nach Süd.                                                                                     | 35610037 | BW   |
| 52° 43′ 38″ N, 8° 44′ 16″ O | Wesenstedt 5, Grabhügel  | Durchmesser ca. 18 m und Höhe ca. 0,7 m. Nur westliches Drittel erhalten. | 35610054 | BW   |
| 52° 43′ 39″ N, 8° 44′ 12″ O | Wesenstedt 6, Grabhügel  | Durchmesser ca. 22 m und Höhe ca. 0,9 m. | 35610072 | BW   |
| 52° 43′ 40″ N, 8° 44′ 11″ O | Wesenstedt 7, Grabhügel  | Durchmesser ca. 16 m und Höhe ca. 0,4 m. Im Norden von Waldweg geschnitten und von Fahrspur überquert. | 35610089 | BW   |
| 52° 43′ 40″ N, 8° 44′ 13″ O | Wesenstedt 8, Grabhügel  | Durchmesser ca. 19 m und Höhe ca. 0,7 m. An der Nordseite von Waldweg, an der Südwestseite von Fahrspur geschnitten. | 35610106 | BW   |
| 52° 43′ 41″ N, 8° 44′ 10″ O | Wesenstedt 9, Grabhügel  | Durchmesser ca. 16 m und Höhe ca. 0,4 m. Massiv einplaniert. | 35610123 | BW   |
| 52° 43′ 33″ N, 8° 43′ 53″ O | Wesenstedt 10, Grabhügel | Durchmesser ca. 17 m und Höhe ca. 0,7 m. Westliches Drittel für Wegebau abgegraben. | 35610160 | BW   |
| 52° 43′ 32″ N, 8° 43′ 54″ O | Wesenstedt 11, Grabhügel | Durchmesser ca. 10 m und Höhe ca. 0,4 m. Östliches Drittel von Fahrspur überprägt. | 35610178 | BW   |
| 52° 43′ 38″ N, 8° 43′ 52″ O | Wesenstedt 12, Grabhügel | Größe ca. 14 × 10 m und Höhe ca. 1 m. Oval und zu einem Fünftel für einen nördlich vorbeiführenden Waldweg abgetragen. Teilweise recht steile Flanken.                                                                                                  | 35610196 | BW   |
| 52° 43′ 47″ N, 8° 43′ 9″ O  | Wesenstedt 14, Grabhügel | Durchmesser ca. 13 m und Höhe ca. 0,9 m. Kopfloch (Dm. 5 m, 0,5 m tief). Zwei sich im Zentrum rechtwinklig schneidende Gräben eingetieft. | 35610234 | BW   |
| 52° 44′ 3″ N, 8° 43′ 42″ O  | Wesenstedt 18, Grabhügel | Durchmesser ca. 10 m und Höhe ca. 0,3 m.Schlecht erhalten. Nordöstliches Drittel für historische Wegespuren entlang der L 341 abgetragen. | 35610322 | BW   |
| 52° 44′ 3″ N, 8° 43′ 41″ O  | Wesenstedt 19, Grabhügel | Durchmesser ca. 11 m und Höhe ca. 0,4 m. Sehr schlecht erhalten. Westliches Viertel für Feldweg abgegraben, Südfuß von ausgeprägter Fahrspur beschädigt. In der Kuppe eine langrechteckige Abgrabung von 3 × 2 m tief 0,4 m.                            | 35610339 | BW   |
| 52° 44′ 3″ N, 8° 43′ 41″ O  | Wesenstedt 20, Grabhügel | Durchmesser ca. 11 m und Höhe ca. 0,3 m. Schlecht erhalten. Im Südosten reicht das spitzwinkelige Eck eines Grenzwalls fast bis auf die Kuppe, im Westen Hügelfuß für Feldweg abgegraben, im Norden und Nordosten von ausgeprägter Fahrspur beschädigt. | 35610349 | BW   |
| 52° 44′ 2″ N, 8° 43′ 42″ O  | Wesenstedt 21, Grabhügel | Durchmesser ca. 11 m und Höhe ca. 0,5 m. Über die Kuppe verläuft von NW nach SO alter Grenzwall, zusätzlich wird im Norden von Fahrspur beschädigt. | 35610359 | BW   |
| 52° 44′ 3″ N, 8° 43′ 44″ O  | Wesenstedt 22, Grabhügel | Durchmesser ca. 11 m und Höhe ca. 0,7 m. Nordöstlicher Fuß durch Straßengraben der L 341 geschnitten, moderne Fahrspur mittig von NW nach SO. | 35610376 | BW   |
| 52° 44′ 2″ N, 8° 43′ 45″ O  | Wesenstedt 23, Grabhügel | Durchmesser ca. 12 m und Höhe ca. 0,4 m. Nordfuß von historischen und modernen Wegespuren gestört, die entlang der L 341 verlaufen. | 35610386 | BW   |
| 52° 44′ 7″ N, 8° 43′ 40″ O  | Wesenstedt 24, Grabhügel | Durchmesser ca. 14 m und Höhe ca. 0,4 m. Stark beschädig. Westfuß für Straße einplaniert. Von dieser aus verläuft ein 3 m breiter und bis zu 0,5 m tiefer Graben 9,8 m weit gebogen durch den Grabhügel, der Zweck ist unklar.                          | 35610414 | BW   |
| 52° 44′ 8″ N, 8° 43′ 39″ O  | Wesenstedt 25, Grabhügel | Durchmesser ca. 10 m und Höhe ca. 0,2 m. Westlicher Teil durch Weg zerstört. | 35610431 | BW   |
| 52° 44′ 8″ N, 8° 43′ 40″ O  | Wesenstedt 26, Grabhügel | Durchmesser ca. 10 m und Höhe ca. 0,5 m. Am Rande eine neuere Eingrabung (ca. 0,5 × 1 m, 0,8 m tief). | 35610448 | BW   |
| 52° 44′ 8″ N, 8° 43′ 41″ O  | Wesenstedt 27, Grabhügel | Durchmesser ca. 7 m und Höhe ca. 0,5 m. Im Gelände nicht mehr erkennbar. | 35610465 | BW   |
| 52° 44′ 5″ N, 8° 43′ 42″ O  | Wesenstedt 28, Grabhügel | Durchmesser ca. 10 m und Höhe ca. 0,3 m. Südfuß für Fahrspur eingeebnet. | 35610482 | BW   |
| 52° 44′ 5″ N, 8° 43′ 43″ O  | Wesenstedt 29, Grabhügel | Durchmesser ca. 10 m und Höhe ca. 0,3 m. Über östliche Hälfte eine Fahrspur, Südfuß für Waldweg eingeebnet. | 35610499 | BW   |
| 52° 44′ 5″ N, 8° 43′ 42″ O  | Wesenstedt 30, Grabhügel | Durchmesser ca. 12 m und Höhe ca. 0,6 m. Liegt zwischen einer historische Wegespur in S und einer Fahrspur in N. | 35610516 | BW   |
| 52° 43′ 49″ N, 8° 44′ 10″ O | Wesenstedt 33, Grabhügel | Durchmesser ca. 20 m und Höhe ca. 1 m. Östlicher Fuß von Stubbenwall überlagert. | 35610570 | BW   |
| 52° 44′ 1″ N, 8° 43′ 43″ O  | Wesenstedt 36, Grabhügel | Durchmesser ca. 11 m und Höhe ca. 0,3 m. Nördlicher Fuß durch ausgeprägte Wegespur überprägt, stark durch Überpflügen eingeebnet. | 49569961 | BW   |
| 52° 44′ 1″ N, 8° 43′ 42″ O  | Wesenstedt 37, Grabhügel | Durchmesser ca. 10 m und Höhe ca. 0,2 m. Im Gelände kaum mehr erkennbar. | 49570052 | BW   |
| 52° 44′ 3″ N, 8° 43′ 42″ O  | Wesenstedt 39, Grabhügel | Durchmesser ca. 7 m und Höhe ca. 0,3 m. Unregelmäßig langrechteckig und sehr schlecht erhalten. | 49570582 | BW   |
| 52° 43′ 35″ N, 8° 43′ 50″ O | Wesenstedt 47, Grabhügel | Durchmesser ca. 4 – 7 m und Höhe ca. 0,2 – 0,3 m. Im Osten und Norden Rest des Hangfußes erhalten. Ansonsten abgetragen und zeichnet sich als flache Grube im Gelände ab.                                                                               | 49585663 | BW   |